# Timur Agung Indonesia
Timur Agung Indonesia (Grootoosten van Indonesië) was een onafhankelijke maçonnieke obediëntie die werd opgericht in 1955, na de soevereiniteitsoverdracht van Indonesië. Voorheen opereerde de vrijmetselarij in Indonesië onder het Grootoosten der Nederlanden. De oprichting was een reactie op de veranderende politieke situatie in Indonesië en de wens van Indonesische vrijmetselaren om een zelfstandige organisatie te vormen.

## Oprichting
Na de onafhankelijkheid van Indonesië in 1949 ontstond binnen de Nederlandse en Indonesische vrijmetselarij een discussie over de toekomst van de loges in het land. Tijdens het Provinciaal Meesterconvent van 1949 werd het idee geopperd om naast de bestaande loges onder Nederlandse jurisdictie een onafhankelijke Indonesische Grootloge op te richten. Dit proces verliep in fasen, waarbij eerst Indonesische leden werden toegelaten tot Nederlandse loges, gevolgd door de oprichting van loges die voornamelijk uit Indonesiërs bestonden.
De eerste Indonesische maçonnieke kring, Purwa Daksina, werd op 13 december 1951 in Jakarta opgericht en groeide in 1952 uit tot een volwaardige loge. In de daaropvolgende jaren werden Loge Dharma (1953, Bandung), Loge Pamitran (1954, Soerabaja) en Loge Bhakti (1954, Semarang) opgericht. Op 16 juni 1954 besloten deze loges gezamenlijk een onafhankelijke Grootloge te vormen onder de naam Timur Agung Indonesia.
De officiële installatie vond plaats op 7 april 1955 in Jakarta, in aanwezigheid van de Nederlandse Grootmeester, C.M.R. Davidson. Soemitro Kolopaking werd benoemd tot eerste Grootmeester van Timur Agung Indonesia.

## Opheffing en verbod
Na de oprichting functioneerde Timur Agung Indonesia enkele jaren naast het Grootoosten der Nederlanden in Indonesië. Echter, de verslechterende politieke verhoudingen tussen Nederland en Indonesië in de late jaren vijftig leidden tot een snelle afname van het aantal actieve Nederlandse vrijmetselaren in Indonesië.
De laatste onder Nederlandse constitutie werkende loge, De Ster in het Oosten in Jakarta, sloot op 23 juni 1960 haar deuren. Timur Agung Indonesia bleef aanvankelijk bestaan, maar kwam in de vroege jaren zestig onder druk te staan van de Indonesische regering. In 1961 werd de vrijmetselarij in Indonesië verboden door president Soekarno, die de broederschap beschouwde als een westerse invloed die niet in lijn was met de staatsideologie.

## Erfgoed
Met het verbod op de vrijmetselarij in Indonesië kwam er een einde aan de officiële activiteiten van Timur Agung Indonesia. De loges werden ontbonden en veel leden zagen zich genoodzaakt hun maçonnieke activiteiten te staken. Enkele overgebleven vrijmetselaren weken uit naar andere landen of zetten hun werk voort onder clandestiene omstandigheden.
De geschiedenis van Timur Agung Indonesia wordt vandaag de dag erkend als een belangrijk hoofdstuk in de ontwikkeling van de vrijmetselarij in Zuidoost-Azië. Hoewel de orde niet lang heeft bestaan, markeert haar oprichting een belangrijke poging om een onafhankelijke Indonesische vrijmetselarij op te bouwen.